# Liste der Baudenkmale in Brieskow-Finkenheerd
In der Liste der Baudenkmale in Brieskow-Finkenheerd sind alle Baudenkmale der brandenburgischen Gemeinde Brieskow-Finkenheerd und ihrer Ortsteile aufgelistet. Grundlage ist die Veröffentlichung der Landesdenkmalliste mit dem Stand vom 31. Dezember 2022. Die Bodendenkmale sind in der Liste der Bodendenkmale in Brieskow-Finkenheerd aufgeführt.

## Legende
In den Spalten befinden sich folgende Informationen:
- ID-Nr.: Die Nummer wird vom Brandenburgischen Landesamt für Denkmalpflege vergeben. Ein Link hinter der Nummer führt zum Eintrag über das Denkmal in der Denkmaldatenbank. In dieser Spalte kann sich zusätzlich das Wort Wikidata befinden, der entsprechende Link führt zu Angaben zu diesem Denkmal bei Wikidata.
- Lage: die Adresse des Denkmales und die geographischen Koordinaten. Link zu einem Kartenansichtstool, um Koordinaten zu setzen. In der Kartenansicht sind Denkmale ohne Koordinaten mit einem roten beziehungsweise orangen Marker dargestellt und können in der Karte gesetzt werden. Denkmale ohne Bild sind mit einem blauen bzw. roten Marker gekennzeichnet, Denkmale mit Bild mit einem grünen beziehungsweise orangen Marker.
- Bezeichnung: Bezeichnung in den offiziellen Listen des Brandenburgischen Landesamtes für Denkmalpflege. Ein Link hinter der Bezeichnung führt zum Wikipedia-Artikel über das Denkmal.
- Beschreibung: die Beschreibung des Denkmales
- Bild: ein Bild des Denkmales und gegebenenfalls einen Link zu weiteren Fotos des Baudenkmals im Medienarchiv Wikimedia Commons

## Über die Gemeindegrenzen hinaus
| ID-Nr.                           | Lage                        | Bezeichnung | Beschreibung      | Bild |
| -------------------------------- | --------------------------- | --- | ----------------- | --- |
| 09115204                         | (Lage)                      | Friedrich-Wilhelm-Kanal mit den Resten der Schleusen und Schleusenmeisterhäuser: Schlaubehammer mit Schleusenmeisterhaus, Schleuse Weißenspring mit Denkmal für alle errichteten Schleusen, Brieskower Schleuse und Schleusenmeisterhaus Müllrose |                   | Friedrich-Wilhelm-Kanal mit den Resten der Schleusen und Schleusenmeisterhäuser: Schlaubehammer mit Schleusenmeisterhaus, Schleuse Weißenspring mit Denkmal für alle errichteten Schleusen, Brieskower Schleuse und Schleusenmeisterhaus Müllrose |
| 09115851 Teilobjekt zu: 09115204 | Brieskow-Finkenheerd (Lage) | Schleuse | Schleuse Brieskow | BW |

## Brieskow-Finkenheerd
| ID-Nr.   | Lage               | Bezeichnung                 | Beschreibung                                                                                        | Bild                        |
| -------- | ------------------ | --------------------------- | --------------------------------------------------------------------------------------------------- | --------------------------- |
| 09115616 | Am Friedhof (Lage) | Grufthaus Hesselbarth-Sasse | Das Grufthaus ist aus roten Ziegel erbaut. Es ist stark baufällig und einsturzgefährdet (Mai 2017). | Grufthaus Hesselbarth-Sasse |